# Chía (Spanyolország)
Chía (aragónul Gia) település Spanyolországban, Huesca tartományban. Chía Villanova, Castejón de Sos, Seira, Plan, San Juan de Plan és Sahún községekkel határos. Lakosainak száma 94 fő (2024).

## Népesség
A település népessége az utóbbi években az alábbiak szerint változott:
| Lakosok száma | 114  | 112  | 113  | 101  | 102  | 87   | 85   | 83   | 83   | 94   |
|               | 2001 | 2004 | 2006 | 2009 | 2011 | 2014 | 2016 | 2019 | 2021 | 2024 |